# خرس (فیلم ۱۹۸۸)
خرس (به انگلیسی: The Bear) (به فرانسوی: L'Ours) فیلمی به کارگردانی ژان-ژاک آنو است که در سال ۱۹۸۸ منتشر شد. از بازیگران آن می‌توان به چکی کاریو اشاره کرد. این فیلم با تکنیک ۳۵ میلی‌متری فیلم‌برداری شده ولی برای نمایش زیبایی‌های تصاویر گرفته شده ژان‌ژاک آنو نگارش نهایی فیلم را روی نوار ۷۰ میلی‌متری چاپ کرد و به نمایش درآورد. گرچه جای دادن این فیلم در گونه‌ای ویژه کاری دشوار است اما می‌توان آن را در گونهٔ ماجراجویی و خانوادگی قرار دادُ هرچند شرایط آن به فضای مستند هم همسانی دارد.
خرس گرچه فیلمی دربارهٔ جانوران است و بسیاری از منتقدان آن را از بهترین کارهای این موضوع می‌دانند با این‌حال فیلم خرس صرفاً مستندی دربارهٔ جانوران نیست که موضوعی کاملاً داستانی دارد و سویه‌های دراماتیکش پررنگ است. این فیلم سرشار از صحنه‌های احساسی، زیبا و ملموس است. کارگردان در فیلم خرس لحظه‌هایی را روی فیلم ثبت کرده و در برابر دیدگان تماشاگران آشکار کرده که آنان را به گریه و خنده می‌اندازد، صحنه‌هایی که با کنش و واکنش و کشش و تنش بسیار که تماشاگر خود را هماهنگ و همساز با طبیعت می‌انگارد.

## داستان فیلم
ژرار براش بر پایه داستانی از جیمز الیور کروود فیلمنامه این فیلم را نگاشته‌است. فیلم با پرداختن به زندگی یک توله خرس خاکستری (خرس گریزلی)، در قالب یم اثر داستانی چشم‌اندازهای شگفت‌آوری از دنیای جانوران را فراهم می‌کند. توله خرس مادرش را در یک رخداد از دست می‌دهد و پس از مدت زمانی سرگردانی با خرس بزرگسال دیگری همراه می‌شود. آن دو ناگزیر از دست شکارچیان می‌گریزند که سرانجام شکارچی‌ها توله خرس را می‌گیرند. خرس بزرگ‌تر در حالی که یکی از شکارچیان را به دام انداخته و می‌تواند او را بکشد، از این کار چشم‌پوشی می‌کند.

## جایزه‌ها و نامزدی‌ها
فیلم خرس نامزد اسکار بهترین تدوین در سال ۱۹۹۰ بوده و در انجمن فیلم‌برداران آمریکا نیز نامزد دریافت جایزه بهترین فیلم‌برداری بوده‌است.
نامزدی دریافت جایزه بهترین فیلم‌برداری (فیلیپ راسل) از جشنواره بفتا
نامزدی دریافت جایزه سزار در بخش‌های بهترین فیلم‌برداری، بهترین فیلم و پوستر و صداگذاری
جایزه سزار بهترین کارگردانی در سال ۱۹۸۹